# Chi Chiêu liêu
Chi Chiêu liêu hay chi Bàng (danh pháp khoa học: Terminalia) là một chi chứa khoảng 280 loài cây gỗ lớn trong họ Trâm bầu (Combretaceae), phân bổ trong khu vực nhiệt đới. Tên khoa học của chi này có nguồn gốc từ tiếng La tinh terminus, chỉ tới một thực tế là các lá của chúng mọc trên đỉnh của thân cây.
Các loài cây trong chi này được biết đến như là nguồn các chất chuyển hóa thứ cấp, chẳng hạn các triterpen vòng và các dẫn xuất của chúng, các flavonoit, tanin và các hợp chất thơm khác. Một số trong các chất nói trên có các tính chất kháng nấm, kháng khuẩn, chống ung thư và bảo vệ gan.

## Các loài
Dưới đây chỉ liệt kê một số loài

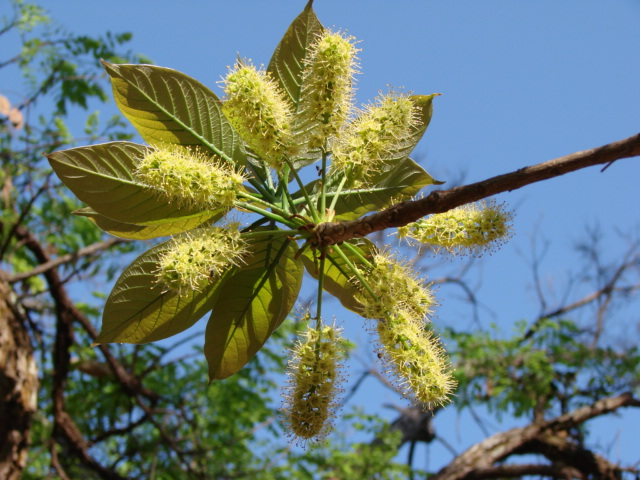
Hoa Terminalia argentea.

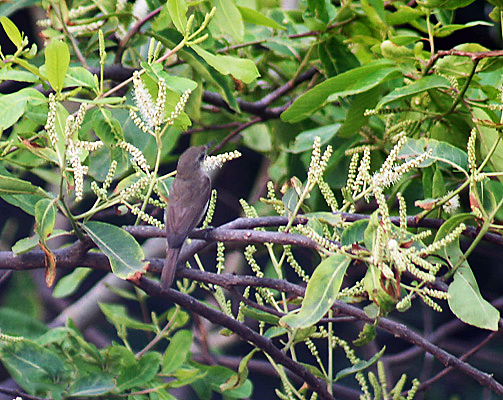
Hoa Terminalia arjuna.

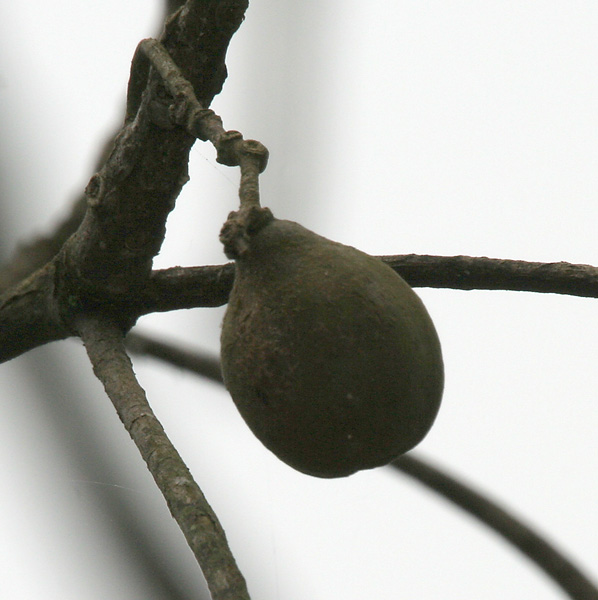
Quả Terminalia bellirica.

- Terminalia acuminata (Fr. Allem.) Eichl.
- Terminalia albida Scott-Elliot
- Terminalia amazonia (J.F.Gmel.) Exell (T. hayesii, Chuncoa amazonia)
- Terminalia angustifolia (T. bentzoe, T. bentzoin)
- Terminalia arborea (T. citrina)
- Terminalia arbuscula Sw.
- Terminalia archipelagi Coode
- Terminalia argentea
- Terminalia arjuna (Roxb. ex DC.) Wight & Arn. (Pentaptera arjuna, Pentaptera glabra)
- Terminalia arostrata Ewart & O.B.Davies – crocodile tree
- Terminalia australis Cambess – palo amarillo, tanimbú
- Terminalia avicennioides
- Terminalia bellirica (Gaertn.) Roxb. (Myrobalanus bellirica) - Bàng hôi, bàng mốc, bàng nhứt, chiêu liêu xanh, choại
- Terminalia bialata (Roxb.) Steud. – Indian silver greywood, silver greywood
- Terminalia buceras (L.) C.Wright (Bucida buceras)
- Terminalia bucidoides Standley & L.O.Williams
- Terminalia bursarina  – Bendee
- Terminalia calamansanai (Blanco) Rolfe - Chiêu liêu nước, chiêu liêu tôm, chiêu liêu bướm
- Terminalia cambodiana Gagnep.
- Terminalia canescens (DC.) Radlk. – jalool
- Terminalia carolinensis Kaneh.
- Terminalia catappa L. – Bàng, bàng biển
- Terminalia chebula Retz. (T. reticulata) – Chiêu liêu hồng, xàng, tiếu. Quả gọi là kha tử dùng làm thuốc trong Đông y.
- Terminalia cherrieri McKee
- Terminalia circumalata F.Muell.
- Terminalia copelandii (T. procera)
- Terminalia corticosa (T. mucronata) - Chiêu liêu ổi, bàng ổi, bằng lăng ổi
- Terminalia cunninghamii C.A.Gardner – Pindan quondong
- Terminalia eddowesii Coode
- Terminalia edulis (T. microcarpa)
- Terminalia engleri Gere & Boatwr. – terenifù (West Africa to Cameroon)
- Terminalia elliptica Willd. (T. alata, T. tomentosa) – Chiêu liêu khế, chiêu liêu đen, bằng lăng khế
- Terminalia eriostachya A.Rich.
- Terminalia erythrophylla (T. erythrophyllum)
- Terminalia ferdinandiana Exell - Mận gubinge
- Terminalia fitzgeraldii C.A.Gardner
- Terminalia foetidissima (T. ovocarpa)
- Terminalia franchetii (T. triptera)
- Terminalia glabrescens
- Terminalia grandiflora Benth.
- Terminalia hadleyana W.Fitzg.
- Terminalia hainanensis - Chiêu liêu Hải Nam
- Terminalia ivorensis A.Chev.
- Terminalia januariensis DC.
- Terminalia kaernbachii Warb. (T. okari)
- Terminalia kangeanensis Slooten
- Terminalia kuhlmannii Alwan & Stace
- Terminalia kumpaja R.L.Barrett
- Terminalia latifolia Sw.
- Terminalia latipes Benth.
- Terminalia littoralis L.
- Terminalia macroptera Guill. & Perr.
- Terminalia microcarpa Decne.
- Terminalia molinetii (Bucida molinetii)
- Terminalia muelleri
- Terminalia myriocarpa - Chò xanh, chiêu liêu ngàn trái, chiêu liêu quả nhỏ
- Terminalia neotaliala – Madagascar almond tree
- Terminalia nigrovenulosa Pierre - Chiêu liêu nghệ, chiêu liêu gân đen
- Terminalia nitens C.Presl
- Terminalia novocaledonica Däniker
- Terminalia oblonga
- Terminalia oblongata F.Muell.
- Terminalia paniculata Roth
- Terminalia parviflora Thwaites
- Terminalia pellucida C.Presl
- Terminalia petiolaris Benth. – marool
- Terminalia phillyreifolia (Van Heurck & Müll.Arg.) Gere & Boatwr.
- Terminalia platyphylla F.Muell.
- Terminalia platyptera F.Muell.
- Terminalia porphyrocarpa
- Terminalia prunioides
- Terminalia reitzii Excell
- Terminalia rerei Coode
- Terminalia richii A.Gray
- Terminalia schimperiana Hochst.
- Terminalia sericea Burch. ex DC. – silver terminalia
- Terminalia superba Engl. & Diels (T. altissima)
- Terminalia tetrandra
- Terminalia triflora
- Terminalia triptera Chiêu liêu nghệ, chiêu liêu gân đen
- Terminalia volucris Benth.